# Rezerwat przyrody Łachy Brzeskie
Rezerwat Łachy Brzeskie – faunistyczny rezerwat przyrody w województwie mazowieckim, położony na terenie gmin: Góra Kalwaria (powiat piaseczyński) i Karczew (powiat otwocki). Leży w granicach obszaru specjalnej ochrony ptaków sieci Natura 2000 „Dolina Środkowej Wisły” PLB140004.
Został powołany Rozporządzeniem Ministra Ochrony Środowiska, Zasobów Naturalnych i Leśnictwa z dnia 23 grudnia 1998 roku. Zajmuje powierzchnię 476,31 ha.
Teren rezerwatu obejmuje wyspy, piaszczyste łachy oraz wody płynące Wisły między Otwockiem Wielkim a Górą Kalwarią. Celem ochrony jest zachowanie ze względów naukowych i dydaktycznych ostoi lęgowych rzadkich i ginących gatunków ptaków występujących na obszarze rzeki Wisły.
Rezerwat jest bardzo ważną ostoją ptaków wodnych: mew, rybitw, siewkowatych. Ponadto na wyspach odpoczywają ptaki lecące nad doliną Wisły. Występują tu również m.in. czaple oraz bieliki.